# Véronique Jardin
Véronique Jardin (Aubervilliers, 15 settembre 1966 – Vernègues, 8 giugno 2023) è stata una nuotatrice francese.

## Biografia
Vinse 4 argenti ai Giochi del Mediterraneo del 1983.
Partecipò alle Olimpiadi di Los Angeles 1984 e di Barcellona 1992, gareggiando nella Staffetta 4x100m sl

## Vita privata
Era madre di Béryl Gastaldello e nuora di Amélie Mirkowitch.